# Familien med de 100 børn
Familien med de 100 børn er en dansk film fra 1972.
- Manuskript Kjeld Iversen efter hans egen roman af samme navn.
- Instruktion Sven Methling.

Blandt de medvirkende kan nævnes:
- Lisbet Lundquist
- Peter Steen
- Daimi Gentle
- Claus Nissen
- Ove Sprogøe
- Iben Wurbs